# Roberto Ago
Roberto Ago (26 mai 1907 – 24 février 1995) est un juriste italien. Il est juge à la Cour internationale de justice de 1979 à 1995. Il est professeur de droit international aux universités de Catane (1934-1935), de Gênes (1935-1938) et enfin de Rome (1956-1982). Il est spécialisé en droit international privé et public .

## Biographie
Il donne sa première conférence à l'Académie de droit international de La Haye en 1936, à l'âge de vingt-huit ans, sur les règles générales de conflit de lois. Il donne également des conférences à l'Académie de droit international de La Haye en 1939, 1956, 1971 et 1983, sur des sujets allant des délits internationaux à la conception grotienne du droit international. Il est également président du Curatorium de l'Académie de La Haye pendant les 20 dernières années de sa vie. En 1970, Ago est nommé membre honoraire de l'American Society of International Law. Il est délégué à des conférences internationales sur le droit de la mer et sur les relations diplomatiques. En outre, Ago préside la Conférence de Vienne sur le droit des traités de 1968 à 1969. Il est avocat pour plusieurs gouvernements devant la Cour internationale de justice. Il est membre de la Commission du droit international de 1956 à 1979 et en est le président de 1964 à 1965. Il travaille en étroite collaboration avec l’Organisation internationale du travail, présidant à deux reprises le Conseil d’administration de l’OIT. Au cours des trente-cinq dernières années de sa vie, Ago préside le Comité de la liberté syndicale de l’OIT. Ago est également un membre actif de l'Institut du Droit International de 1932 jusqu'à sa mort, dont il est le président de 1992 à 1993.
Il est un critique du positivisme juridique.
Roberto Ago est décédé le 24 février 1995 à Genève. Son mandat à la Cour internationale de Justice devait expirer en février 1997.